# Grace Kelly
Grace Patricia Kelly (12 tháng 11 năm 1929 – 14 tháng 9 năm 1982), hay Thân vương phi Grace, là một nữ diễn viên người Mỹ, sau này bà trở thành Thân vương phi xứ Monaco sau khi kết hôn với Thân vương Rainier III xứ Monaco vào tháng 4 năm 1956.
Bắt đầu sự nghiệp diễn xuất vào năm 1950, ở tuổi 20, Kelly trong các tác phẩm kịch nghệ tại New York và hơn 40 tập trong các bộ phim truyền hình trực tiếp phát sóng trong "Thời đại vàng của truyền hình" vào đầu thập niên 50. Tháng 10 năm 1953, bà đã trở thành ngôi sao của bộ phim Mogambo, đã giúp Kelly giành được 1 giải Quả Cầu Vàng và đề cử cho giải Oscar năm 1954. Tiếp đó, Kellly vào vai chính trong 5 phim điện ảnh có The Country Girl (1954), sự thể hiện diễn xuất được tán dương đã giúp Kelly nhận một Giải Oscar cho nữ diễn viên chính xuất sắc nhất. Các phim khác là High Noon (1952) đóng cùng Gary Cooper, Dial M for Murder (1954) với Ray Milland, Rear Window (1954) với James Stewart, To Catch a Thief (1955) với Cary Grant và High Society (1956) cùng Frank Sinatra và Bing Crosby.
Kelly từ bỏ sự nghiệp diễn xuất ở tuổi 26 khi nhận lời cầu hôn của Thân vương Rainier và trở thành Thân vương phi Monaco. Cặp đôi có ba con: Caroline, Vương phi Hannover, Thân vương Albert II và Stéphanie. Kelly giữ gốc gác là người Mỹ và duy trì quyền công dân song tịch Hoa Kỳ và Monaco. Bà qua đời ngày 14 tháng 9 năm 1982 do đột quỵ khi đang lái xe dẫn đến tai nạn lật xe trước đó một ngày.
Năm 1999, Grace Kelly được Viện phim Mỹ (AFI) xếp thứ 13 trong số những nữ minh tinh huyền thoại màn bạc Hollywood vĩ đại nhất mọi thời đại.

## Tiểu sử
Grace Patricia Kelly sinh ra tại Bệnh viện Đại học Hahnemann ở Philadelphia, Pennsylvania, là con thứ 3 trong gia đình giàu có và có sức ảnh hưởng.
Cha là John B. Kelly Sr. (1889–1960), người gốc Ireland từng đạt 3 huy chương vàng Olympic môn đua thuyền và sở hữu một công ty thầu cung ứng gạch xây dựng, làm ăn phát đạt có tiếng ở bờ Đông nước Mỹ. Là một thành viên của Đảng Dân chủ, ông được đề cử tranh chức thị trưởng của Philadelphia trong cuộc bầu cử năm 1935 nhưng thua đối thủ với tỉ lệ phiếu bầu sít sao nhất trong lịch sử thành phố. Trong những năm sau này, ông làm việc tại Ủy ban Fairmount Park và trong thời Thế chiến thứ hai được Tổng thống Franklin D. Roosevelt bổ nhiệm vào vị trí Giám đốc Thể dục thể thao Quốc gia. Hai người anh em của ông cũng được chú ý: Walter C. Kelly (1873–1939) là một ngôi sao nhạc kịch từng làm phim với Metro-Goldwyn-Mayer và Paramount Pictures, còn George Kelly (1887–1974) là đạo diễn, biên kịch từng thắng một giải Pulitzer cho biên kịch xuất sắc.
Mẹ là Margaret Katherine Majer (1898–1990); thuộc gia đình người Đức định cư ở Pennsylvania. Bà Margaret giảng dạy bộ môn giáo dục thể chất tại Đại học Pennsylvania, người phụ nữ đầu tiên tham gia huấn luyện môn điền kinh nữ tại ngôi trường này. Bà được biết đến vì vẻ đẹp thời trẻ và đã có một thời gian làm người mẫu. Sau khi kết hôn với người đàn ông giàu có John B. Kelly năm 1924, Margaret tập trung chăm sóc các con cho đến tuổi đi học, sau đó bà bắt đầu hoạt động tích cực tại các tổ chức xã hội. Cuối đời, bà từng bị đột quỵ tại khi sống tại viện dưỡng lão, sau đó được nơi này xác nhận đã qua đời vì viêm phổi ở tuổi 91.
Kelly có hai anh chị là Margaret (1925–1991) và John B. Kelly Jr. (1927–1985) cùng em gái là Elizabeth (1933–2009). Những đứa trẻ trong gia đình được nuôi dạy theo đức tin Công giáo La Mã.

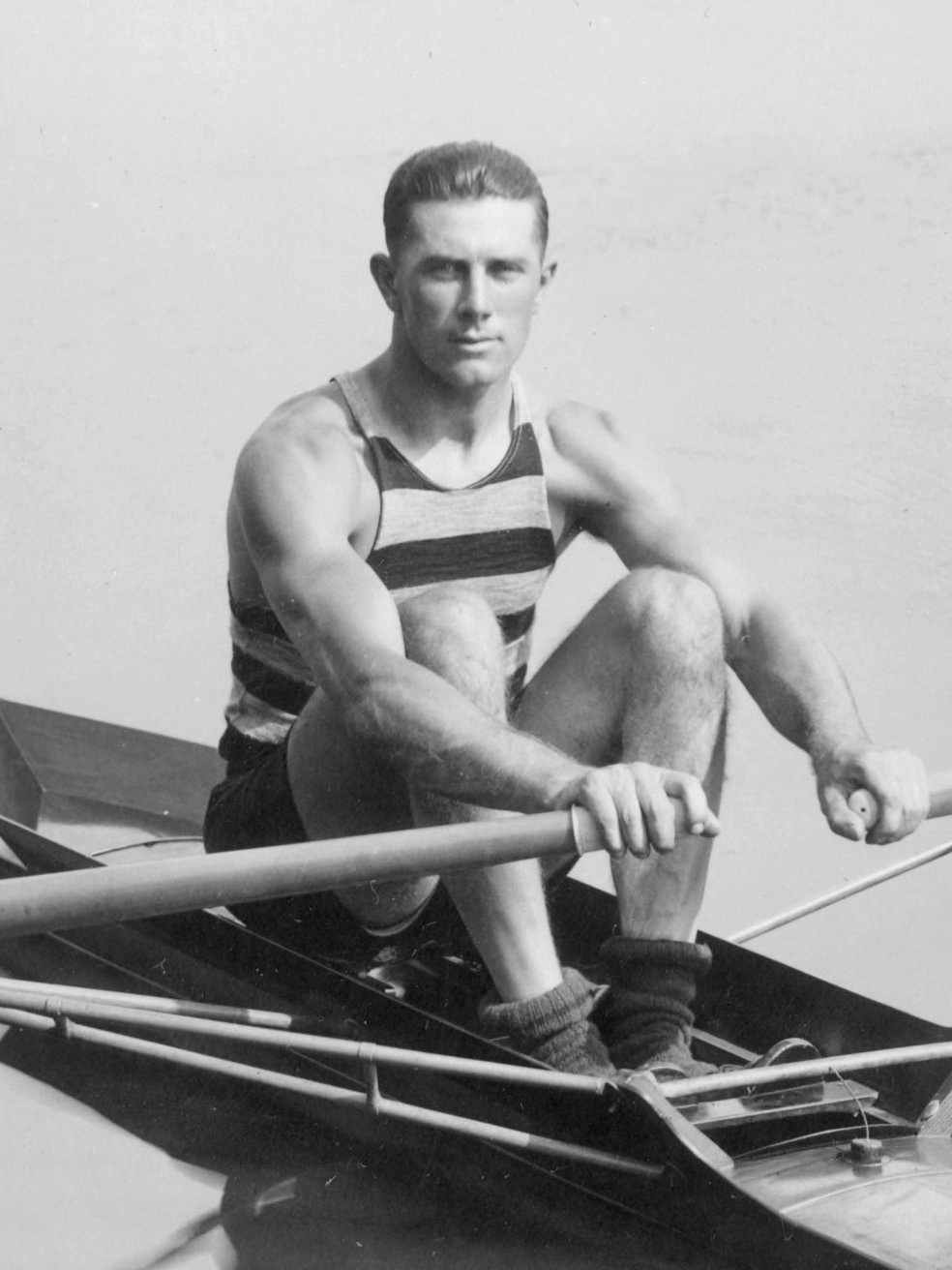
Cha của Grace Kelly thời trẻ
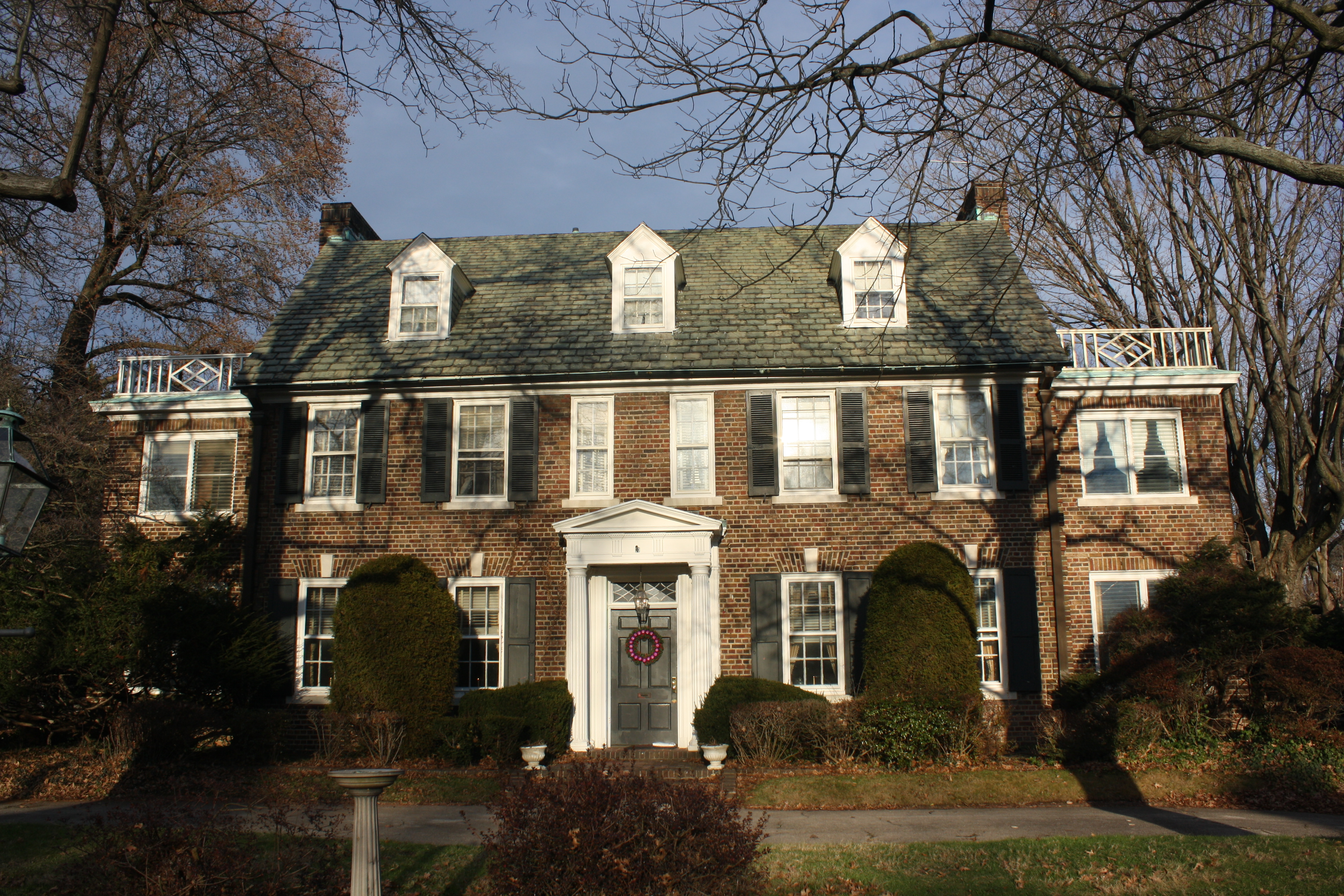
Căn nhà của gia đình Kelly được xây dựng bởi người cha, ông John B. Kelly năm 1929, tại vùng East Falls
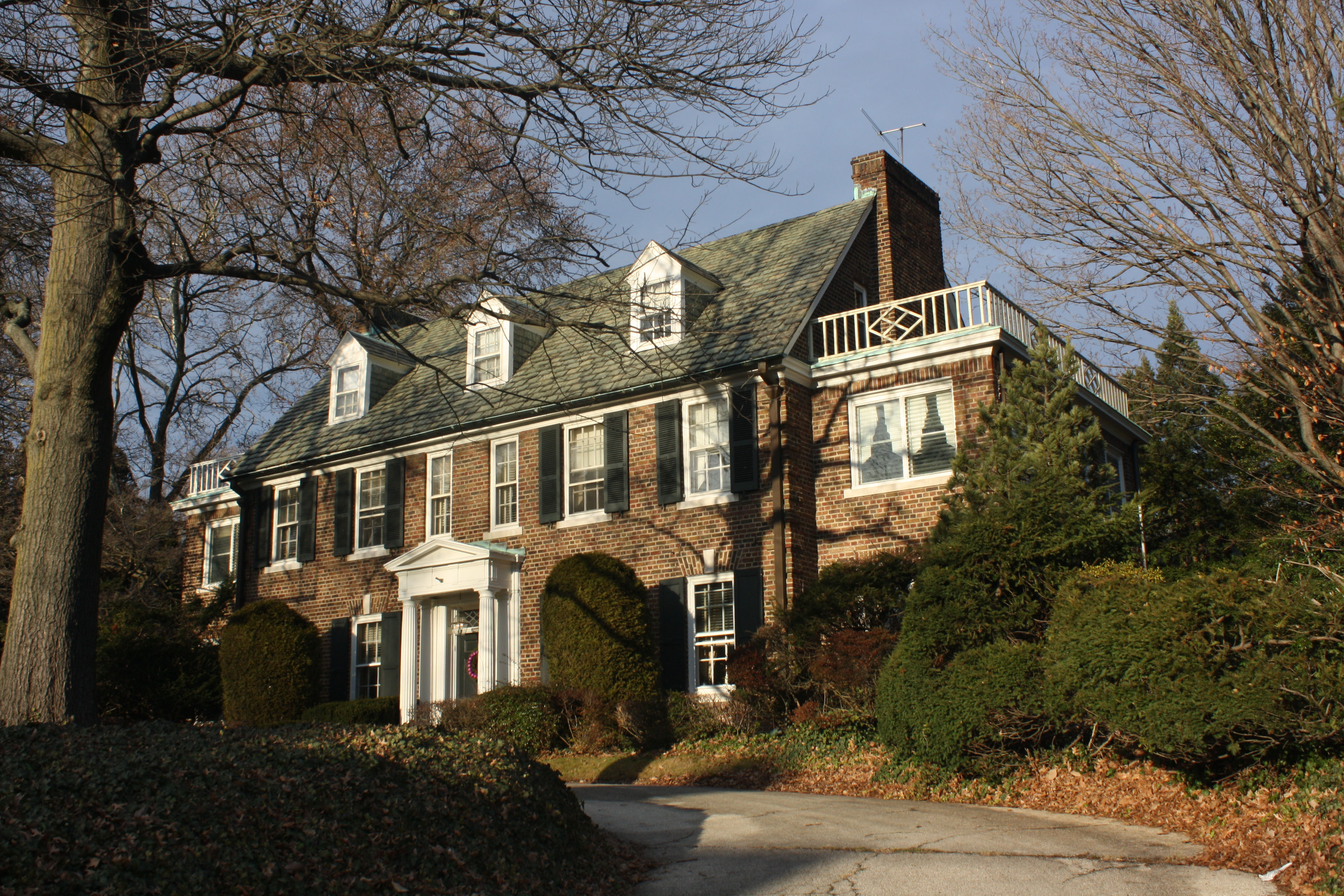
Lối vào căn nhà của gia đình Kelly

### Thời niên thiếu
Grace Kelly theo học tại Học viện nữ sinh Công giáo Ravenhill đến năm 15 tuổi. Bên cạnh đó còn tham gia trình diễn thời trang trong các sự kiện ở địa phương cùng với mẹ và các chị em gái. Năm 1942, khi lên 13, Kelly diễn vai chính trong vở kịch Don't Feed the Animals được chỉ đạo bởi East Falls Old Academy Players. Trước khi tốt nghiệp trường trung học Stevens School vào tháng 5 năm 1947, một trường tư nổi bật với những hoạt động xã hội ở Walnut Lane, phía tây bắc Philadelphia gần Germantown, Kelly đã tham gia diễn xuất và khiêu vũ.
Trong cuốn kỷ yếu thời trung học, Kelly từng liệt kê ra danh sách nữ diễn viên và nam diễn viên yêu thích là Ingrid Bergman và Joseph Cotten. Cuốn kỷ yếu này còn có mục "Tiên đoán của Steven" viết rằng: "Quý cô Grace P. Kelly – một ngôi sao nổi tiếng trên màn bạc và sân khấu." Do điểm môn toán thấp nên Kelly bị từ chối nhận vào Bennington College tháng 7 năm 1947.

## Sự nghiệp

### Thời gian đầu
Dù ban đầu không được sự ủng hộ của bố mẹ, Kelly vẫn quyết định theo đuổi giấc mơ thành diễn viên. Cha Kelly đặc biệt không hài lòng với lựa chọn của cô vì ông coi diễn xuất là "một vết cắt mỏng trên mặt gái điếm." Để tìm cơ hội cho mình, Kelly đi thử giọng ở Học viện Kịch nghệ Hoa Kỳ (American Academy of Dramatic Arts) tại New York, diễn một cảnh trong phim The Torch-Bearers (1923) của người bác là George Kelly. Lúc đó ngôi trường này đã đạt đủ chỉ tiêu tuyển sinh trong học kỳ nhưng dưới tác động của người bác George, Kelly vẫn được nhận vào học sau một buổi phỏng vấn với cán bộ tuyển sinh là Emile Diestel. Cô bắt đầu học kỳ đầu tiên vào tháng 10 tiếp sau.

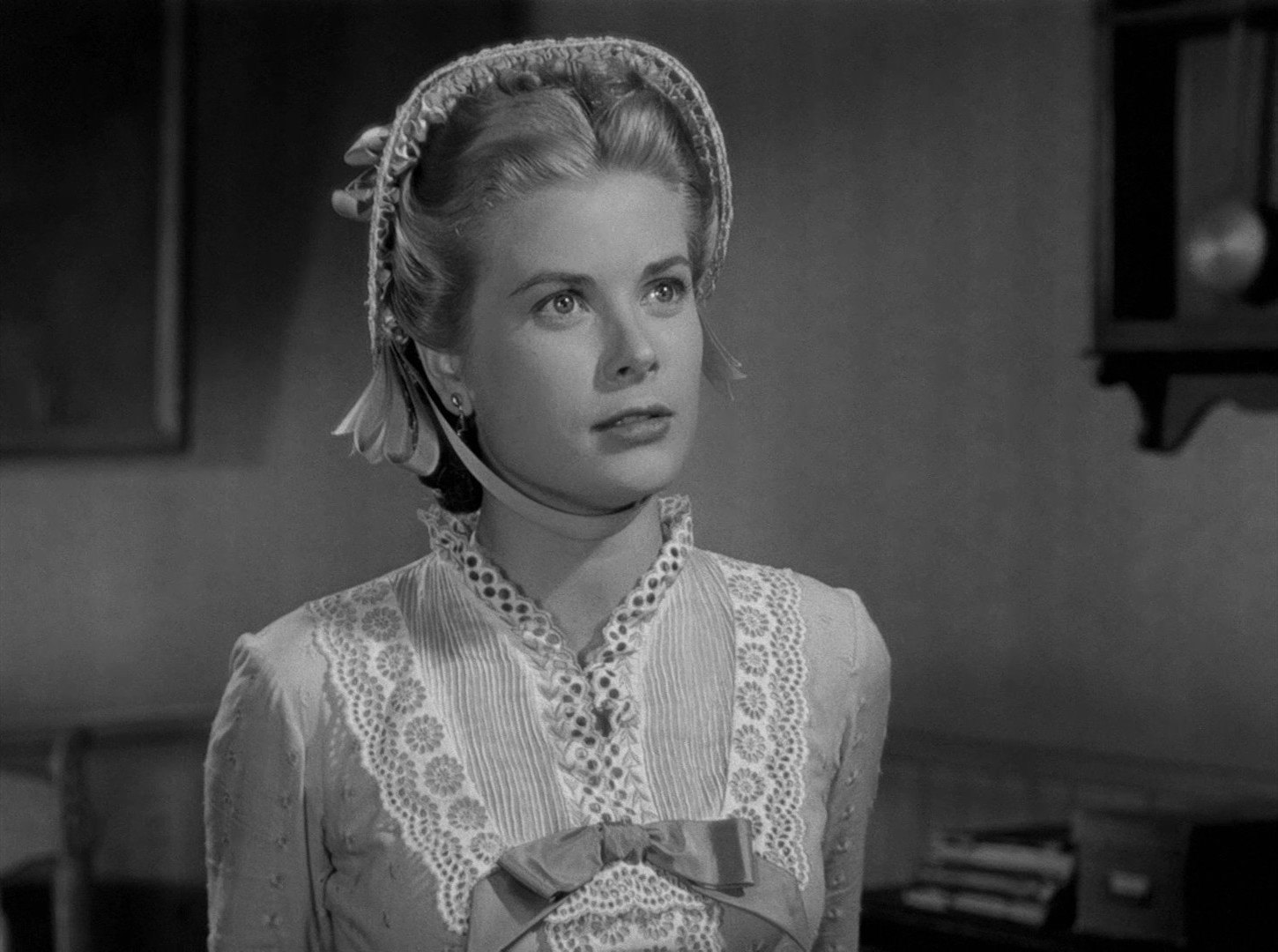
Kelly trong phim High Noon (1951), vai chính đầu tiên trong sự nghiệp điện ảnh.

Trong thời gian theo học, cô sống trong Barbizon Hotel cho nữ giới tại Manhattan, một địa điểm uy tín cấm đàn ông bước vào sau 10 giờ tối, Kelly còn làm người mẫu để hỗ trợ việc học tập của mình. Cô đã làm việc hết mình và thực hành khả năng nói bằng việc sử dụng máy ghi âm. Nỗ lực theo đuổi diễn xuất ban đầu đã đưa cô đến sân khấu kịch, đáng chú ý nhất lần trình diễn trên Broadway đầu tiên bằng vở The Father của Strindberg bên cạnh Raymond Massey. Ở tuổi 19, Kelly có màn trình diễn tốt nghiệp với vai Tracy Lord trong vở The Philadelphia Story.
Nhà sản xuất truyền hình Delbert Mann tuyển chọn Kelly vào vai Bethel Merriday, một phiên bản cùng tên chuyển thể từ tiểu thuyết Sinclair Lewis; đây là vai đầu tay trong số gần 60 chương trình truyền hình trực tiếp của cô. Thành công trên truyền hình cuối cùng giúp chạm đến một phim chiếu bóng quan trọng. Kelly xuất hiện lần đầu trong phim điện ảnh năm 1951 Fourteen Hours.
Kelly gây được chú ý trong lần ghé thăm cảnh quay của Gary Cooper, sau này đã đóng vai chính cùng cô trong High Noon (1951). Anh bị quyến rũ và nói rằng "cô khác rất nhiều với tất cả các nữ diễn viên chúng tôi từng thấy". Tuy nhiên, sự thể hiện của Kelly trong Fourteen Hours không được giới phê bình để mắt và dẫn đến việc không có vai diễn nào khác trên màn ảnh rộng. Cô tiếp tục công việc trong rạp hát và truyền hình dù thiếu hụt "mã lực về thanh âm" và có thể không có một sự nghiệp sân khấu dài lâu.
Kelly có một số vai trên các chương trình truyền hình được sản xuất bởi NBC và CBS. Khi đang trình diễn trong nhà hát Elitch Theatre, Denver thì Kelly nhận được điện tín từ nhà sản xuất Hollywood Stanley Kramer mời cô đóng vai chính cùng Gary Cooper trong High Noon (1951).

## Thân vương phi Monaco
Grace Kelly dẫn đầu phái đoàn Hoa Kỳ tại Liên hoan phim Cannes vào tháng 4 năm 1955. Khi ở đó, cô được mời tham gia một buổi chụp ảnh với Thân vương Rainier III, người kế vị của Công quốc Monaco, tại Cung điện Thân vương, cách Cannes khoảng 55 km. Sau hàng loạt sự chậm trễ và quy tắc phức tạp, nữ diễn viên đã gặp ông hoàng tại Cung điện Thân vương Monaco vào ngày 6 tháng 5 năm 1955. Vào thời điểm cuộc gặp đầu tiên của Grace với Rainier, cô đang hẹn hò với nam diễn viên người Pháp Jean-Pierre Aumont.
Sau những lần gặp gỡ hẹn hò kéo dài một năm được mô tả là có "rất nhiều đánh giá hợp lý cho cả hai bên", Thân vương Rainier và Kelly kết hôn năm 1956. Bộ luật Napoléon của Monaco và luật của Giáo hội Công giáo yêu cầu hai nghi lễ - cả nghi lễ dân sự và lễ cưới tôn giáo. Buổi lễ dân sự kéo dài 16 phút diễn ra trong Phòng ngai vàng của Cung điện Monaco vào ngày 18 tháng 4 năm 1956, và một buổi tiếp tân sau đó trong ngày có sự tham dự của 3.000 công dân Monaco. Để bắt đầu buổi lễ, 142 danh hiệu chính thức mà Grace có được trong liên minh (tương tự như danh hiệu của chồng cô) đã được chính thức đọc lại. Ngày hôm sau, buổi lễ nhà thờ diễn ra tại Nhà thờ Saint Nicholas của Monaco, trước Giám mục Gilles Barthe.
Đám cưới ước tính đã thu hút được hơn 30 triệu khán giả theo dõi trực tiếp qua truyền hình và được nhà viết tiểu sử Robert Lacey mô tả là "sự kiện hiện đại đầu tiên tạo ra sự quá mức cần thiết của truyền thông". Váy cưới của Grace, được thiết kế bởi Helen Rose, nhà thiết kế của hãng phim MGM từng nhận giải Oscar, cùng với ba mươi sáu người thợ may thực hiện trong 6 tuần. Váy dài của phù dâu được thiết kế bởi Joe Allen Hong tại Neiman Marcus.
Bên phía nhà gái có em gái của cô dâu, Margaret (Peggy) Kelly Davis, với tư cách phù dâu chính, và Judy Balaban và Rita Gam là các phù dâu. Phù rể có Bá tước Charles de Polignac, Trung tá Ardant, và anh trai của cô dâu, John (Kell) Kelly. Các phù dâu và phù rể nhí là Meg và Mary Lee (cháu gái của cô dâu); các cháu gái và cháu trai của chú rể (con của Công chúa Antoinette) Christian, Christine, và Elisabeth; và em họ của chú rể Sebastian Von Furstenberg.
700 khách mời bao gồm một số người nổi tiếng, bao gồm Aristotle Onassis, Cary Grant, David Niven và vợ là Hjördis, Gloria Swanson, Ava Gardner, Aga Khan III, Gloria Guinness, và nhiều người khác. Frank Sinatra đã được mời nhưng không tham dự. Kelly và Rainier rời đi vào đêm đó cho chuyến du lịch trăng mật ở Địa Trung Hải kéo dài bảy tuần trên du thuyền của Thân vương, Deo Juvante II.
Cặp đôi có ba người con:
- Thân vương nữ Caroline, sinh ngày 23 tháng 1 năm 1957
- Thân vương tử Albert, sinh ngày 14 tháng 3 năm 1958, Thân vương hiện tại của Monaco
- Thân vương nữ Stéphanie, sinh ngày 1 tháng 2 năm 1965

## Qua đời
Ngày 13 tháng 9 năm 1982, Kelly đang lái xe quay về Monaco từ tư gia thuộc vùng nông thôn ở Mont Agel thì lên cơn đột quỵ. Kết quả là Thân vương phi Grace mất lái trên chiếc xe Rover P6 3500 1971 của mình và văng khỏi con đường dốc quanh co, rơi xuống sườn núi cao 120 foot (37 m).
Con gái bà, Thân vương nữ Stéphanie đang ngồi ở ghế phụ đã cố gắng lấy lại tay lái nhưng không thành. Khi các nhân viên ý tế đến hiện trường tai nạn,(43°43′35″B 7°24′10″Đ / 43,72639°B 7,40278°Đ), Kelly còn sống nhưng bất tỉnh và trong tình trạng nguy kịch. Bà và con gái Stéphanie được chuyển đến bệnh viện Monaco (sau đổi tên thành Princess Grace Hospital Centre).
Tại bệnh viện, các bác sĩ đã cố gắng hồi sức cho Grace nhưng vì mức độ chấn thương não, tổn thương ngực và xương đùi bị gãy, vương phi không còn hy vọng cứu sống. Các bác sĩ tin rằng bà gặp phải một cơn đột quỵ thứ phát nên đã mất tay lái gây ra tai nạn. Bà qua đời đêm kế tiếp lúc 10:55 đêm, ở tuổi 52, sau khi chồng bà, Rainier lựa chọn ngắt máy thở của vợ.
Chẩn đoán ban đầu cho Thân vương nữ Stéphanie là nhẹ, thâm tím nhỏ và chấn thương nhỏ. Tuy nhiên, sau khi nhận được các kết quả chụp X-quang, cô được phát hiện có vết nứt đường chân tóc ở đốt sống cổ thứ 7. Thân vương nữ không thể có mặt trong đám tang của mẹ do các thương tích.

#### Tang lễ

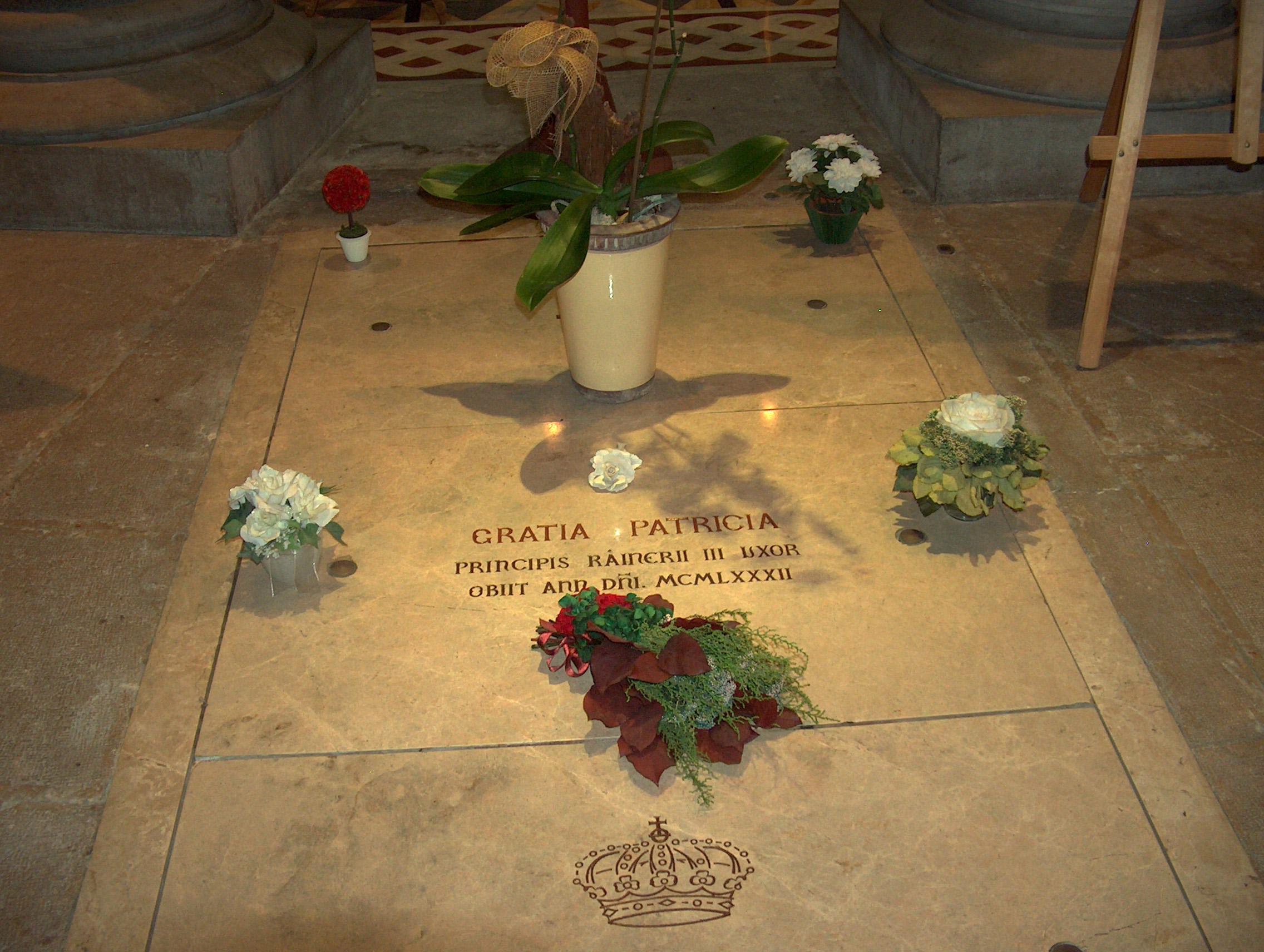
Nơi an nghỉ của vương phi Grace Kelly

Đám tang nữ minh tinh một thời Kelly được tổ chức tại nhà thờ Thánh Nicolas, Monaco vào 18 tháng 9 năm 1982. Sau một Thánh lễ an táng (Requiem Mass), bà được chôn cất trong hầm mộ của gia tộc Grimaldi. Hơn 400 người tham dự lễ tang trong đó có Cary Grant, Nancy Reagan và Diana, Vương phi xứ Wales. Tại buổi lễ tưởng niệm sau này ở Beverly Hills, James Stewart đã đọc diễn văn ca ngợi như sau:

Bạn biết đấy, tôi chỉ yêu mình Grace Kelly. Không phải vì cô ấy là vương phi hay minh tinh, không phải vì cô ấy là bạn của tôi, mà vì dường như cô ấy là người phụ nữ đẹp nhất tôi từng gặp. Grace mang đến một tia sáng ấm áp, dịu êm cho cuộc sống của tôi cũng như của các bạn, mỗi khi tôi coi cô ấy là một kỳ nghỉ của riêng mình. Không nghi ngờ gì, tôi và tất cả chúng ta sẽ nhớ cô ấy, Chúa phù hộ bạn, vương phi Grace.

Chồng của Kellly, Rainier không tái hôn, được chôn cạnh vợ sau khi qua đời năm 2005.

## Hình ảnh

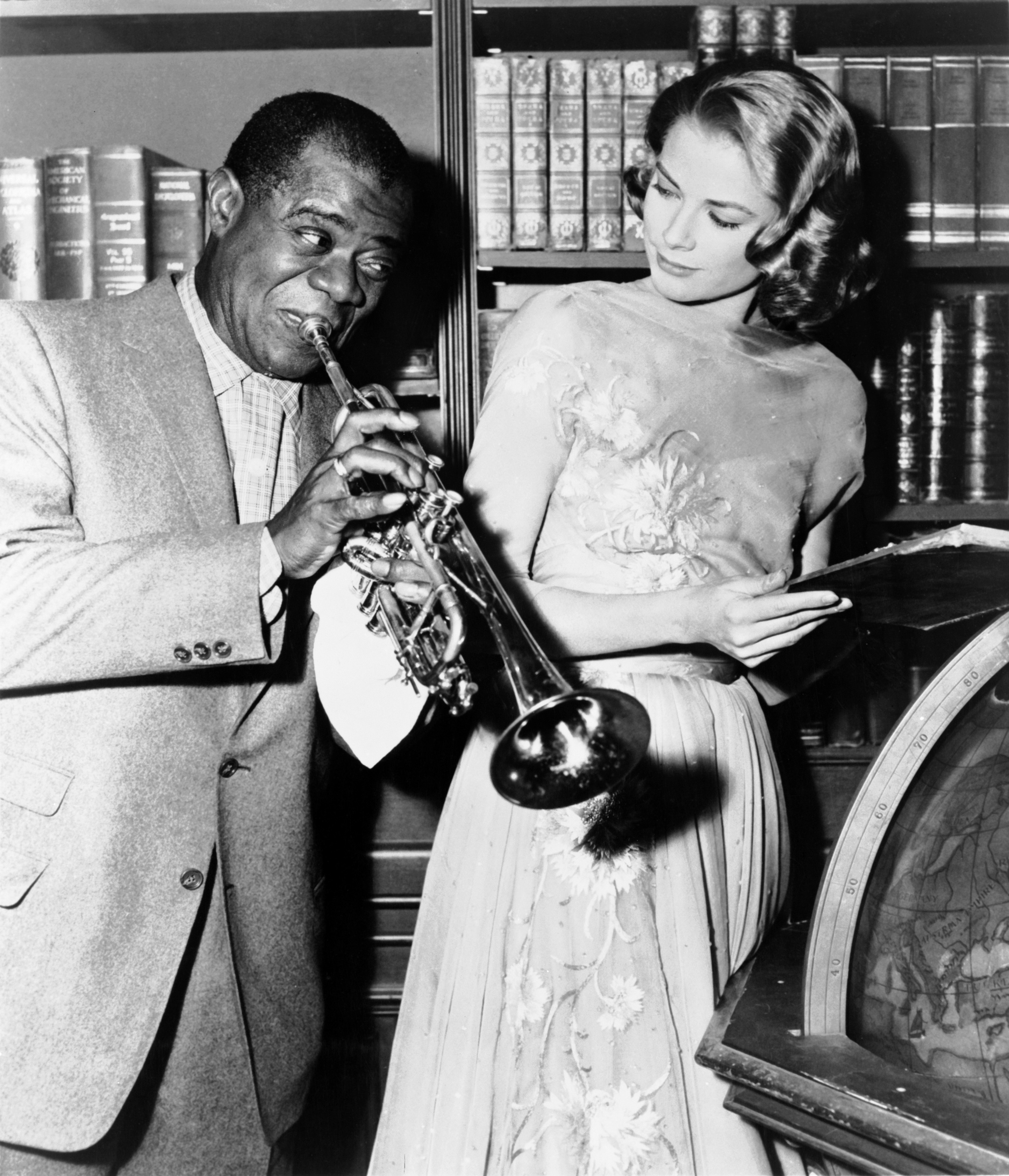
Louis Armstrong và Grace Kelly trên trường quay của phim "High Society".
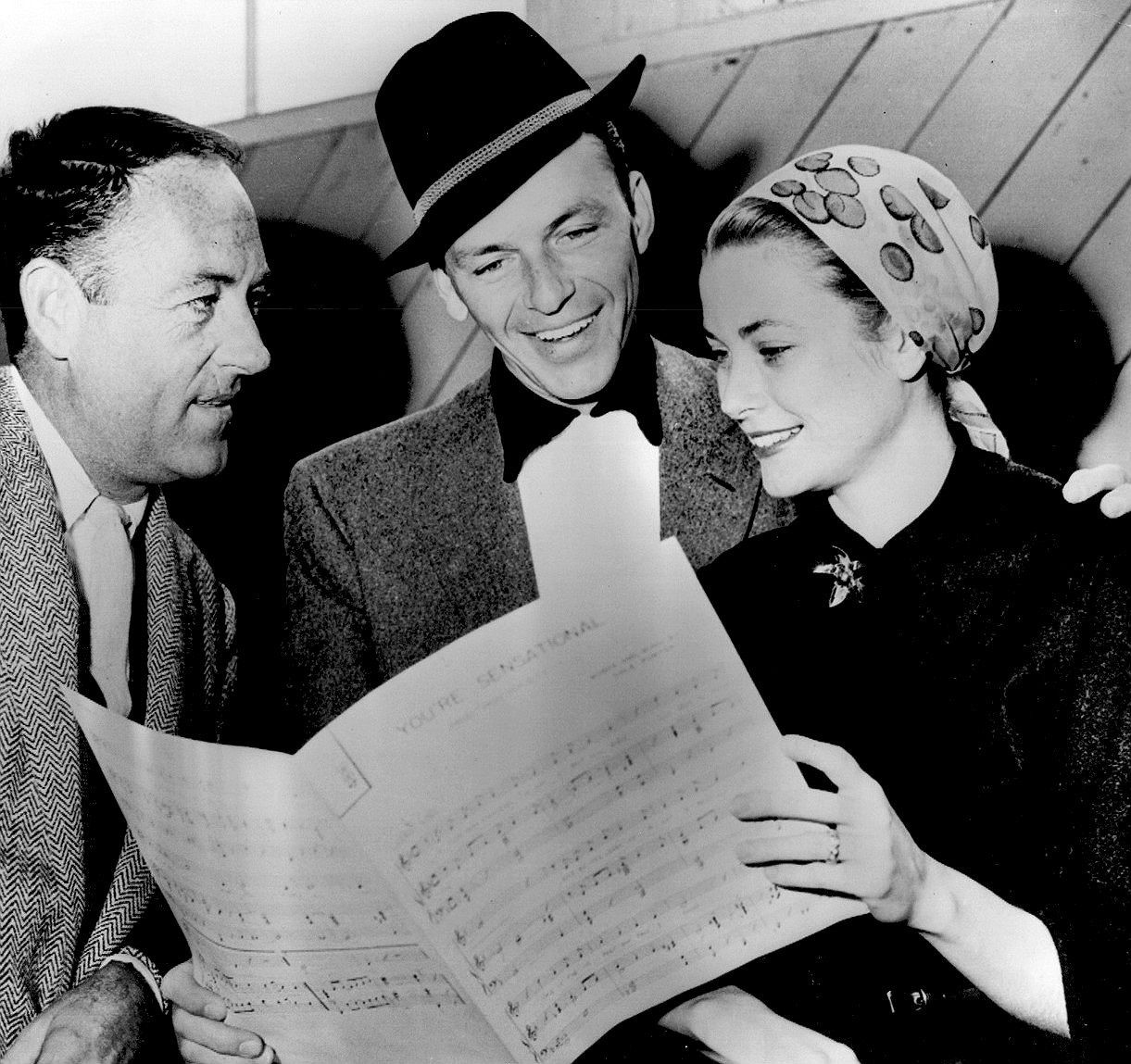
Bức ảnh của Frank Sinatra và Grace Kelly trên trường quay của High Society khớp nhạc với đạo diễn Charles Walters.
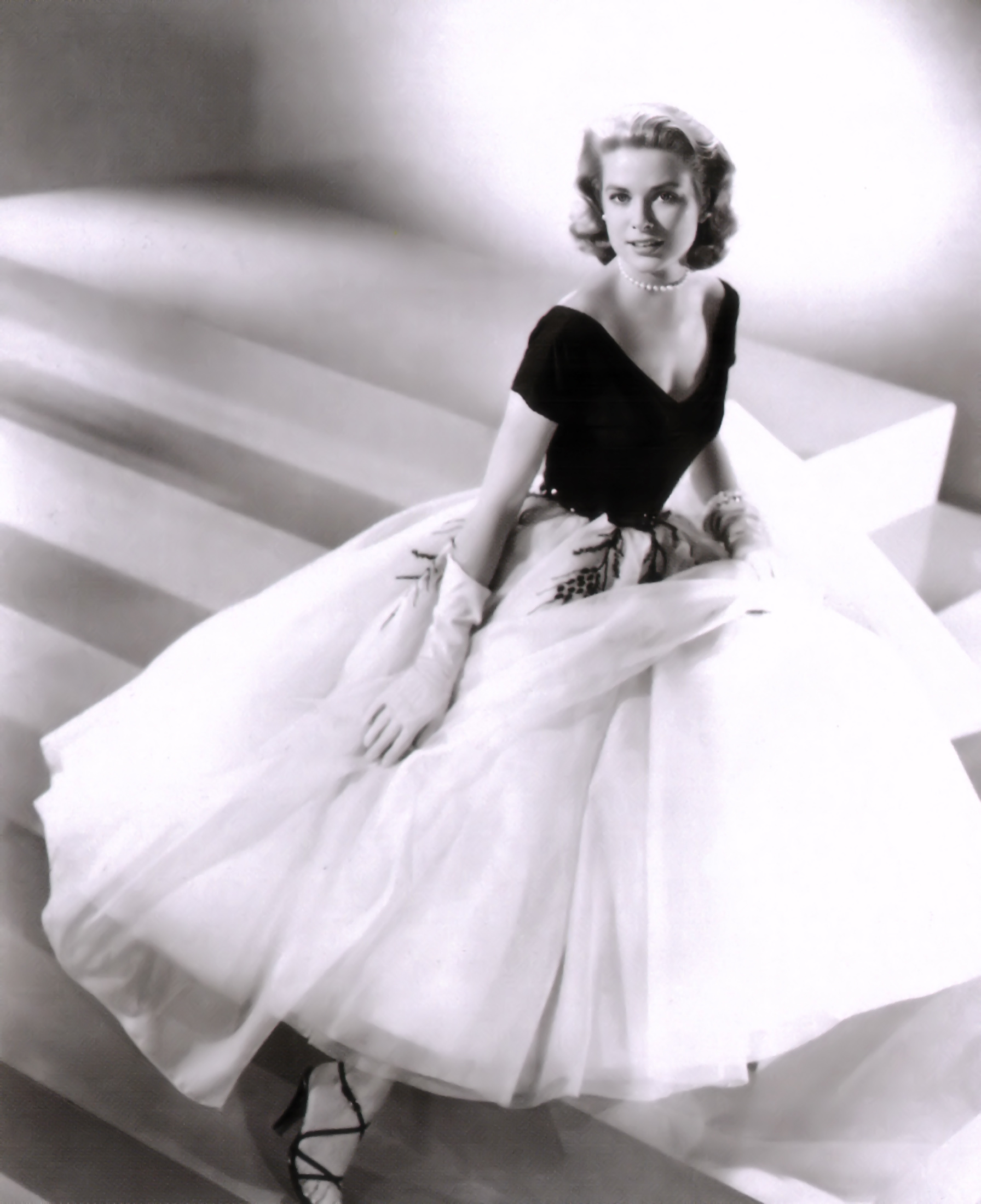
Ảnh studio chụp cho phim Rear Window
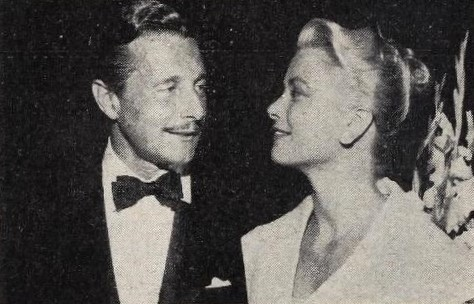
Grace Kelly và Oleg Cassini
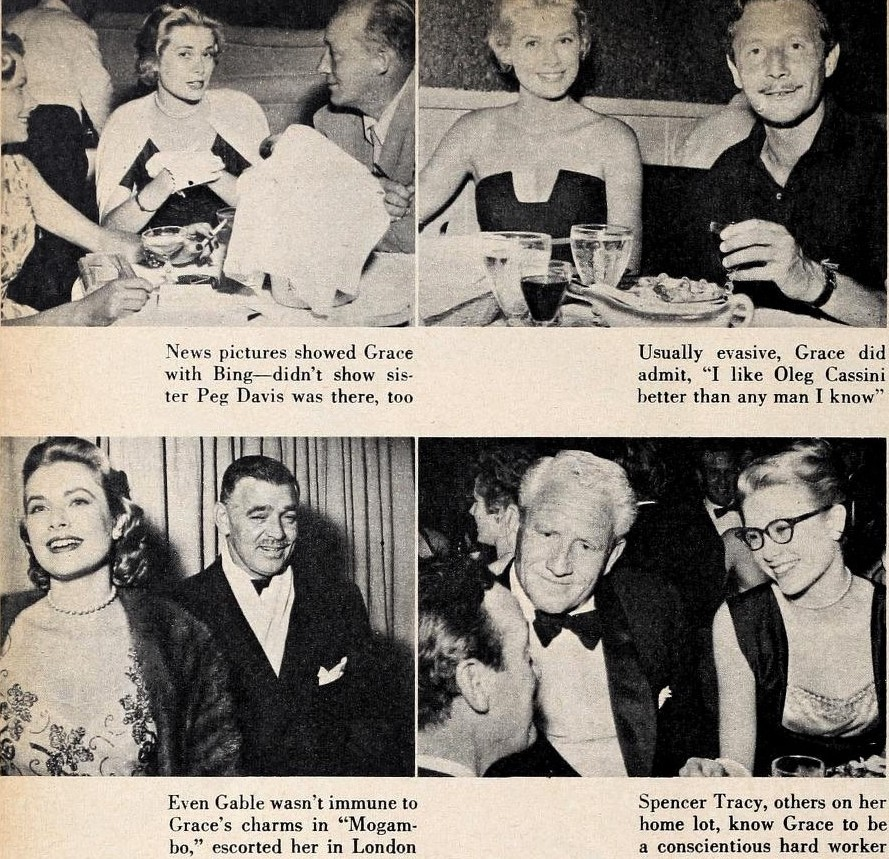
Grace Kelly với Bing Crosby, Oleg Casini, Clark Gable và Spencer Tracy
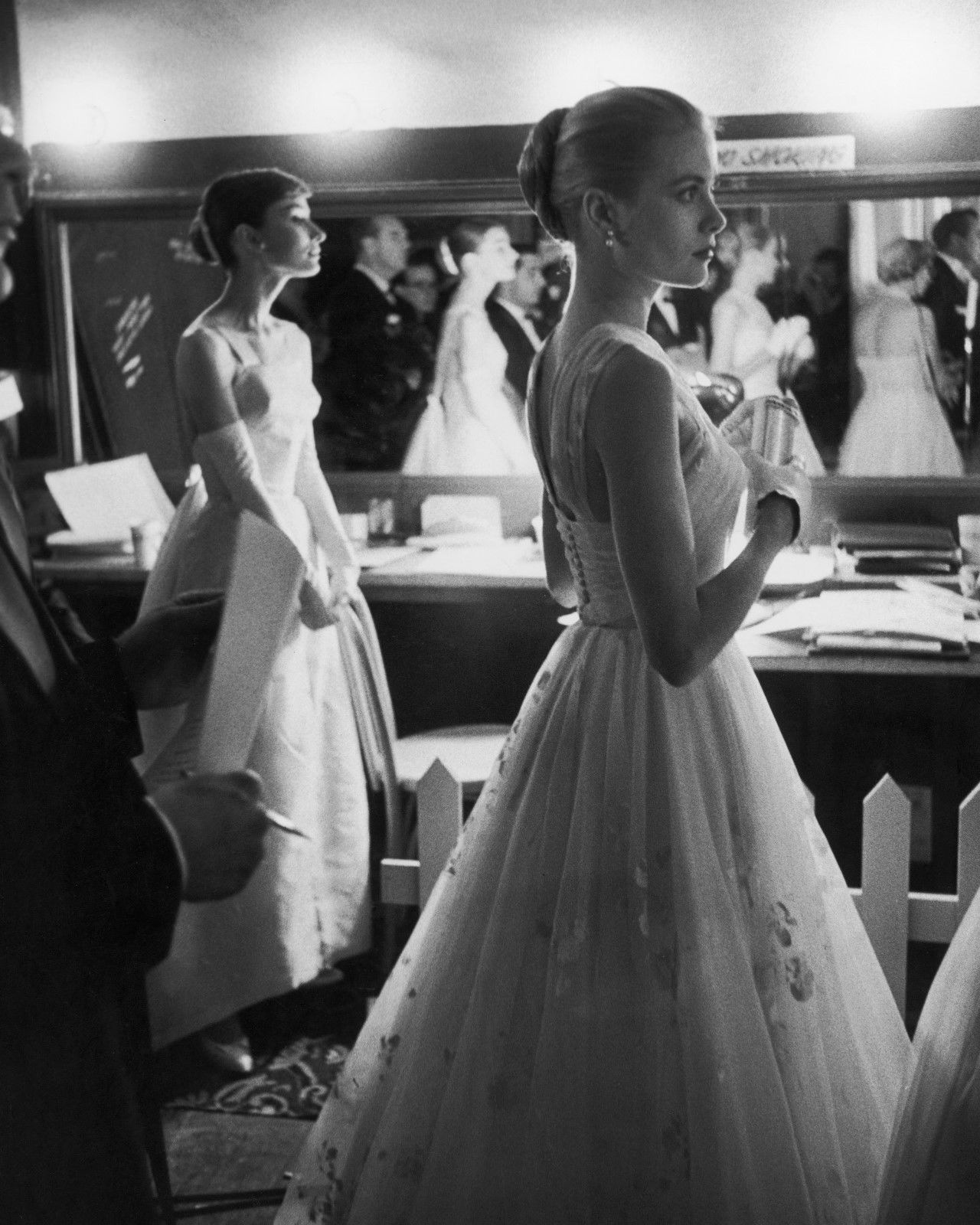
Ảnh hậu trường trong phòng thay trang phục của Audrey Hepburn & Grace Kelly tại Nhà hát RKO Pantages trong Lễ trao giải Oscar lần thứ 28 năm 1956
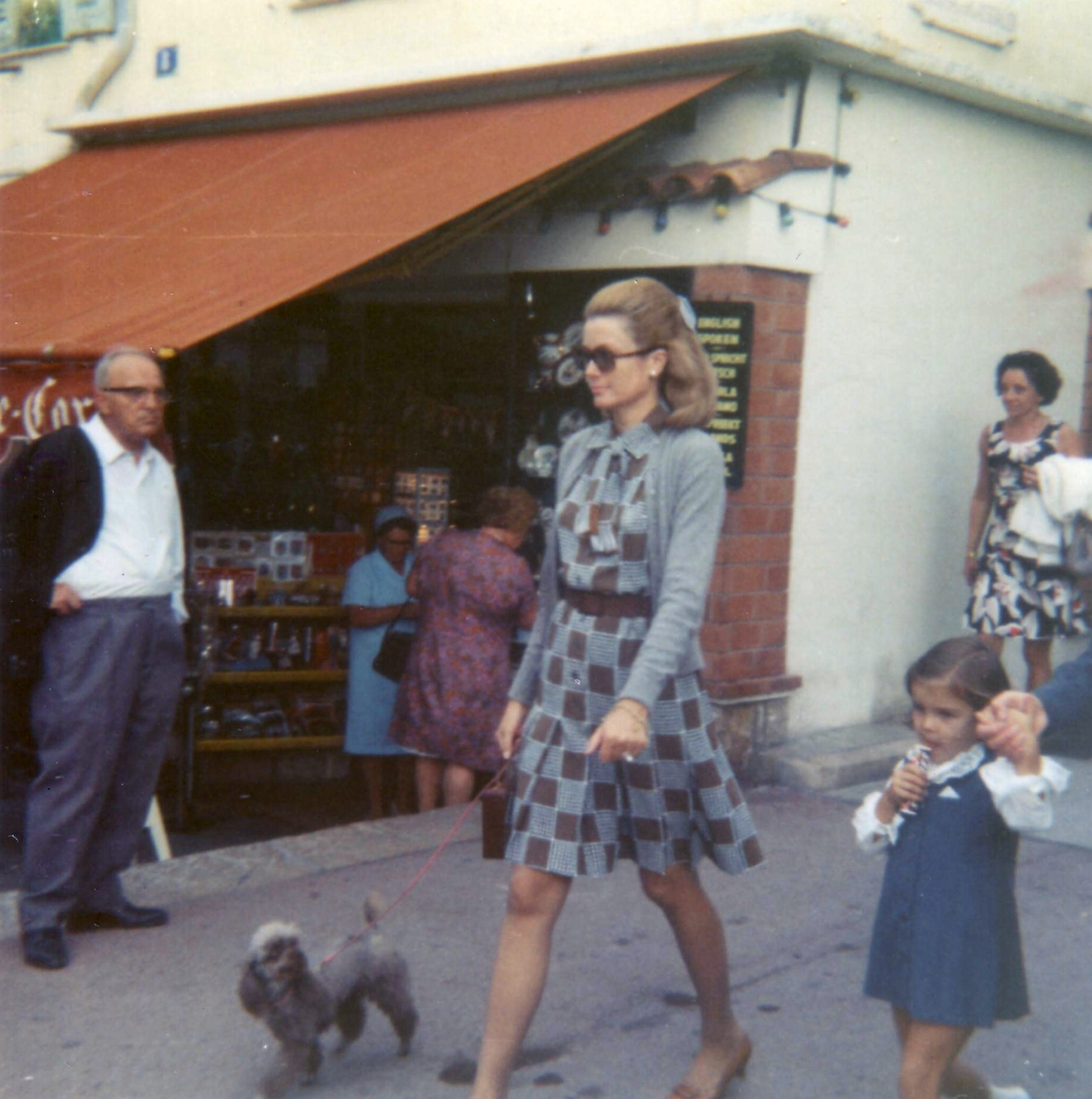
Grace Kelly cùng con gái tại Monaco năm 1969
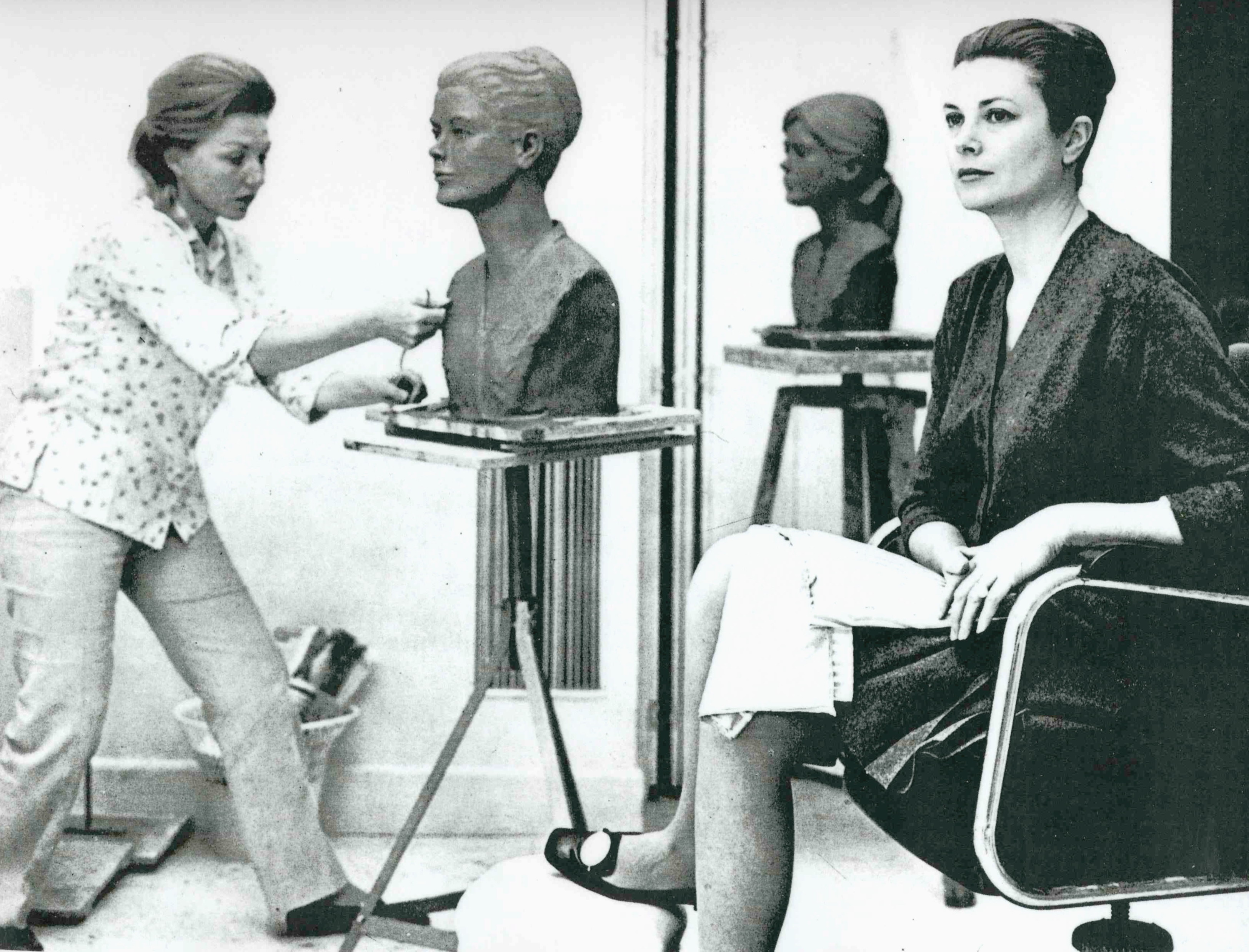
Công nương Grace ngồi làm mẫu cho Carla Lavatelli

## Danh sách phim
| Năm  | Tựa đề                 | Vai                 | Đạo diễn         | Bạn diễn                                                    |
| 1951 | Fourteen Hours         | Louise Ann Fuller   | Henry Hathaway   | Paul Douglas, Richard Basehart, Barbara Bel Geddes          |
| 1952 | High Noon              | Amy Fowler Kane     | Fred Zinnemann   | Gary Cooper, Katy Jurado, Lloyd Bridges, Thomas Mitchell    |
| 1953 | Mogambo                | Linda Nordley       | John Ford        | Clark Gable, Ava Gardner                                    |
| 1954 | Dial M for Murder      | Margot Mary Wendice | Alfred Hitchcock | Ray Milland, Robert Cummings, John Williams                 |
| 1954 | Rear Window            | Lisa Carol Fremont  | Alfred Hitchcock | James Stewart, Wendell Corey, Thelma Ritter, Raymond Burr   |
| 1954 | The Country Girl       | Georgie Elgin       | George Seaton    | Bing Crosby, William Holden                                 |
| 1954 | Green Fire             | Catherine Knowland  | Andrew Marton    | Stewart Granger                                             |
| 1954 | The Bridges at Toko-Ri | Nancy Brubaker      | Mark Robson      | William Holden, Fredric March, Mickey Rooney, Earl Holliman |
| 1955 | To Catch a Thief       | Frances Stevens     | Alfred Hitchcock | Cary Grant                                                  |
| 1956 | The Swan               | Princess Alexandra  | Charles Vidor    | Alec Guinness, Louis Jourdan                                |
| 1956 | High Society           | Tracy Samantha Lord | Charles Walters  | Bing Crosby, Frank Sinatra, Celeste Holm                    |

## Danh sách đĩa hát
- "True Love" (trong phim High Society, song ca với Bing Crosby, 1956)
- L'Oiseau du Nord et L'Oiseau du Soleil, bằng tiếng Pháp và tiếng Anh (1978)
- Birds, Beasts & Flowers: A Programme of Poetry, Prose and Music (1980)